# イジョラ川
イジョラ川（イジョラがわ、ロシア語: Ижора）はネヴァ川左岸の支流である。

## 地理
イジョラ高地(ru)に端を発し、ロシア・レニングラード州のガトチナ地区(ru)、トスノ地区(ru)、サンクトペテルブルクのコルピノ区(ru)を流れる。全長およそ80km（資料により76km、 83km、87km）。流域面積およそ1000km²。川岸の大部分は草地、耕地、低木林が占めており、森林（高木林）は存在しない。川底は石もしくは砂であり、急流地帯には巨礫が無秩序に堆積している。川岸の数箇所では、カンブリア紀の粘土、砂岩、石灰岩層が露出している。産業排水により、水質はネヴァ川支流中でもっとも汚染された川の1つとなっている。

## 歴史
イジョラ川の名は、フィン・ウゴル系民族のイジョラ人に由来する。（なお、フィンランド語ではInkere川と呼ばれる。）13世紀から15世紀にかけて、イジョラ川流域はノヴゴロド公国の行政区画の1つであるヴォヂ州(ru)に含まれていた。1240年7月15日、比較的少数のドルジーナ隊、ノヴゴロド兵、ラドガ兵を率いたノヴゴロド公アレクサンドルが、イジョラ川河口（ネヴァ川に流入）に陣を構えたスウェーデン軍を奇襲攻撃によって打ち破った。いわゆるネヴァ川の戦いである。
『ピスツォヴァヤ・クニーガ』に記載された1500年の統計によれば、イジョラ川沿いには62の村（село / セロ）があった。17世紀初頭、イジョラ川地域はスウェーデンに占拠され、その地図上にはIngris （Ischora）と記載されていた。18世紀初頭の大北方戦争の後、同地は帝政ロシアに返還された。
18世紀初頭、イジョラ川に多数の堰が建設され、集積した水は、イジョラ工場(ru)の前身となった製材所で用いられた。19世紀初頭、モスクワへの道路（現M10幹線道路）と河川の交点にはヤム(ru)（宿場、郵便局）が置かれた。同地は現ヤム=イジョラ(ru)という村落（Деревня / デレヴニャ）になっている。
大祖国戦争（第二次世界大戦）中の1941年8月末から1944年1月にかけては前線地帯の1つとなっていた。